# Бакинський повіт
Бакинський повіт — адміністративна одиниця у складі Каспійської області, Шемахинської губернії, Бакинської губернії та Азербайджанської РСР. Центр — місто Баку.

## Адміністративний поділ
1926 року повіт поділявся на 5 ділянок: Бінагадинська, Кала-Маштагінська (центр — с. Шувеляни), Леніно-Сураханська (центр — промисел Сабунчі), Фабрично-Заводська (центр — околиця Чорного міста), Хізинська (центр — с. Алти-Агач).

## Історія
Бакинський повіт був утворений 1840 року у складі Каспійської області. У 1846 році віднесений до Шемахинської губернії, у 1859 — до Бакинської. У 1920 році Бакинський повіт став частиною Азербайджанської РСР.
Скасовано 1929 року.

## Населення
За даними перепису 1897 року у повіті проживало 182,9 тис. чол. В тому числі азербайджанці й татари — 34,7 %, росіяни — 24,0 %; тати — 18,9 %, вірмени — 12,3 %; перси — 2,6 %; німці — 1,8 %; євреї — 1,1 %. У повітовому місті Баку проживало 111 904 чол. 